# Гурницкий, Лукаш
Лукаш Гурницкий (Лука Горницкий; пол. Łukasz Górnicki; 1527—1603) — польский поэт и прозаик.

## Биография
Лукаш Горницкий родился в 1527 году в городе Освенциме. Получил образование в Краковской академии и Падуанском университете.
По окончании обучения служил секретарём и библиотекарем у польского короля Сигизмунда II Августа.
Из сочинений Л. Горницкого наиболее известно «Dworzanin polski»; основную идею и форму он заимствовал из сочинения Бальдассаре Кастилионе «Il libro del cortegiano», но по содержанию книга вполне оригинальна. Это род повести без интриги, рисующей жизнь тогдашнего высшего и среднего польского общества.
Еще один известный труд Лукаша Горницкого — «Dzieje w Koronie Polskiej», род мемуаров, богатых бытовыми сценками и характеристиками.
В своих политических статьях и брошюрах Горницкий старательно доказывает, что Польша идет к гибели вследствие постоянного возрастания в обществе анархических идей. Горницкий отличался прекрасным, выработанным литературным языком; его ставят в этом отношении в один ряд с Яном Кохановским и Петром Скаргой.
Лукаш Горницкий умер 22 июля 1603 года в Тыкоцине.